# Moyen (Belgique)
Pour les articles homonymes, voir Moyen.
Moyen est un village de la ville et commune belge de Chiny situé en Région wallonne dans la province de Luxembourg.
Avant la fusion des communes de 1977, Moyen faisait partie de la commune d'Izel.

## Étymologie
Le nom du village viendrait du latin Medianus signifiant : Village au milieu

## Situation
Cette localité gaumaise à la limite de l'Ardenne se situe en rive droite de la Semois en face du village d'Izel implanté sur la rive opposée. Un pont relie les deux villages. Chiny se trouve à 7,5 km en aval de la Semois et Jamoigne à 3 km en amont. Le village se prolonge en aval de la Semois par le hameau de Laneuville.

## Description
Moyen est constitué de trois rues principales : les rues de la Semois (en cul-de-sac) et des Marronniers suivent la rive droite de la Semois tandis que la rue de Jamoigne en est perpendiculaire. Le long de la rue des Marronniers, on aperçoit un ancien lit de la Semois franchi par une passerelle.
Les habitations du village recouvertes de crépi de teintes différentes sont souvent regroupées et précédées d'une cour appelée usoir. Cette cour servait à entreposer le fumier, le bois ou le charroi.

## Activités
L'ASBL Village de Moyen organise plusieurs activités dans le village. Parmi celles-ci :
- Le grand feu
- La brocante et le marché aux fleurs du 1er mai
- La fête champêtre (VTT nocturne, feu d'artifice, marche, jeu de l'oie géant...) à la mi-juillet
- Le passage de Saint-Nicolas à la fin novembre
- D'autres choses qui font vivre ce petit village de Gaume